# Dirka po Španiji 2012
Dirka po Španiji 2012 (špansko Vuelta a España 2012) je 67. izvedba dirke po Španiji, tritedenske moške cestne kolesarske etapne dirke. Začela se je 18. avgusta v Pamploni in končala 9. septembra v Madridu. Sodelovalo je 198 kolesarjev iz 22-ih ekip. Rdečo majico je drugič osvojil Alberto Contador (Saxo Bank–Tinkoff Bank), drugo mesto Alejandro Valverde (Movistar Team), tretje pa Joaquim Rodríguez (Team Katusha). Zeleno in belo majico je osvojil Alejandro Valverde, pikčasto majico pa Simon Clarke (Orica–GreenEDGE).

## Ekipe
UCI ProTeams
- Ag2r-La Mondiale
- Astana
- BMC Racing Team
- Euskaltel-Euskadi
- FDJ–BigMat
- Garmin–Sharp
- Orica–GreenEDGE
- Team Katusha
- Lampre-ISD
- Liquigas-Cannondale
- Lotto–Belisol
- Movistar Team
- Omega Pharma–Quick-Step
- Rabobank
- RadioShack–Nissan
- Saxo Bank–Tinkoff Bank
- Team Sky
- Vacansoleil-DCM

UCI Professional Continental teams
- Andalucía
- Caja Rural
- Cofidis
- Argos-Shimano

## Etape
| Etapa  | Datum        | Štart/Cilj                              | Razdalja    | Tip             | Tip                    | Zmagovalec               |             |
| ------ | ------------ | --------------------------------------- | ----------- | --------------- | ---------------------- | ------------------------ | ----------- |
| 1      | 18. avgust   | Pamplona                                | 16,5 km     | Team Time Trial | ekipni kronometer      | Movistar Team            |             |
| 2      | 19. avgust   | Pamplona – Viana                        | 181,4 km    |                 | ravninska etapa        | John Degenkolb (GER)     |             |
| 3      | 20. avgust   | Oion – Arrate (Eibar)                   | 155,3 km    |                 | hribovito-gorska etapa | Alejandro Valverde (ESP) |             |
| 4      | 21. avgust   | Barakaldo – Valdezcaray                 | 160,6 km    |                 | hribovito-gorska etapa | Simon Clarke (AUS)       |             |
| 5      | 22. avgust   | Logroño – Logroño                       | 168,km      |                 | ravninska etapa        | John Degenkolb (GER)     |             |
| 6      | 23. avgust   | Tarazona – El Fuerte del Rapitán (Jaca) | 175,4 km    |                 | hribovito-gorska etapa | Joaquim Rodríguez (ESP)  |             |
| 7      | 24. avgust   | Huesca – Motorland Aragon (Alcañiz)     | 164,2 km    |                 | ravninska etapa        | John Degenkolb (GER)     |             |
| 8      | 25. avgust   | Lleida – Coll de la Gallina             | 174,7 km    |                 | gorska etapa           | Alejandro Valverde (ESP) |             |
| 9      | 26. avgust   | Andorra – Barcelona                     | 196,3 km    |                 | ravninska etapa        | Philippe Gilbert (BEL)   |             |
|        | 27. avgust   | dan počitka                             | dan počitka | dan počitka     | dan počitka            | dan počitka              | dan počitka |
| 10     | 28. avgust   | Ponteareas – Sanxenxo                   | 190 km      |                 | ravninska etapa        | John Degenkolb (GER)     |             |
| 11     | 29. avgust   | Cambados – Pontevedra                   | 39,4 km     | Team Time Trial | posamični kronometer   | Fredrik Kessiakoff (SWE) |             |
| 12     | 30. avgust   | Vilagarcía – Mirador de Ézaro (Dumbría) | 190,5 km    |                 | hribovito-gorska etapa | Joaquim Rodríguez (ESP)  |             |
| 13     | 31. avgust   | Santiago de Compostela – Ferrol         | 172,8 km    |                 | ravninska etapa        | Steve Cummings (GBR)     |             |
| 14     | 1. september | Palas de Rei – Los Ancares              | 149,2 km    |                 | gorska etapa           | Joaquim Rodríguez (ESP)  |             |
| 15     | 2. september | La Robla – Lagos de Covadonga           | 186,5 km    |                 | gorska etapa           | Antonio Piedra (ESP)     |             |
| 16     | 3. september | Gijón – Cuitu Negro                     | 183,5 km    |                 | gorska etapa           | Dario Cataldo (ITA)      |             |
|        | 4. september | dan počitka                             | dan počitka | dan počitka     | dan počitka            | dan počitka              | dan počitka |
| 17     | 5. september | Santander – Fuente Dé                   | 187,3 km    |                 | hribovito-gorska etapa | Alberto Contador (ESP)   |             |
| 18     | 6. september | Aguilar de Campoo – Valladolid          | 204,5 km    |                 | ravninska etapa        | Daniele Bennati (ITA)    |             |
| 19     | 7. september | Peñafiel – La Lastrilla                 | 178,4 km    |                 | ravninska etapa        | Philippe Gilbert (BEL)   |             |
| 20     | 8. september | Palazuelos de Eresma – Bola del Mundo   | 170,7 km    |                 | gorska etapa           | Denis Menčov (RUS)       |             |
| 21     | 9. september | Cercedilla – Madrid                     | 115 km      |                 | ravninska etapa        | John Degenkolb (GER)     |             |
| Skupaj | Skupaj       | Skupaj                                  | 3360,2      | 3360,2          | 3360,2                 | 3360,2                   |             |

## Razvrstitev po klasifikacijah
| Etapa  | Zmagovalec         | Rdeča majica ·       | Zelena majica ·    | Pikčasta majica ·  | Kombinacija ·      | Ekipno        | Borbenost           |
| ------ | ------------------ | -------------------- | ------------------ | ------------------ | ------------------ | ------------- | ------------------- |
| 1      | Movistar Team      | Jonathan Castroviejo | brez               | brez               | brez               | Movistar Team | Imanol Erviti       |
| 2      | John Degenkolb     | Jonathan Castroviejo | John Degenkolb     | Javier Chacón      | Javier Chacón      | Movistar Team | Javier Aramendia    |
| 3      | Alejandro Valverde | Alejandro Valverde   | Alejandro Valverde | Pim Ligthart       | Alejandro Valverde | Movistar Team | Philippe Gilbert    |
| 4      | Simon Clarke       | Joaquim Rodríguez    | Simon Clarke       | Simon Clarke       | Joaquim Rodríguez  | Rabobank      | Luis Ángel Maté     |
| 5      | John Degenkolb     | Joaquim Rodríguez    | John Degenkolb     | Simon Clarke       | Joaquim Rodríguez  | Rabobank      | Javier Chacón       |
| 6      | Joaquim Rodríguez  | Joaquim Rodríguez    | John Degenkolb     | Simon Clarke       | Joaquim Rodríguez  | Team Sky      | Thomas De Gendt     |
| 7      | John Degenkolb     | Joaquim Rodríguez    | John Degenkolb     | Simon Clarke       | Joaquim Rodríguez  | Team Sky      | Javier Aramendia    |
| 8      | Alejandro Valverde | Joaquim Rodríguez    | John Degenkolb     | Alejandro Valverde | Joaquim Rodríguez  | Rabobank      | Javier Aramendia    |
| 9      | Philippe Gilbert   | Joaquim Rodríguez    | Joaquim Rodríguez  | Alejandro Valverde | Joaquim Rodríguez  | Rabobank      | Javier Chacón       |
| 10     | John Degenkolb     | Joaquim Rodríguez    | John Degenkolb     | Alejandro Valverde | Joaquim Rodríguez  | Rabobank      | Javier Aramendia    |
| 11     | Fredrik Kessiakoff | Joaquim Rodríguez    | John Degenkolb     | Alejandro Valverde | Joaquim Rodríguez  | Rabobank      | Fredrik Kessiakoff  |
| 12     | Joaquim Rodríguez  | Joaquim Rodríguez    | Joaquim Rodríguez  | Alejandro Valverde | Joaquim Rodríguez  | Rabobank      | Mikel Astarloza     |
| 13     | Steve Cummings     | Joaquim Rodríguez    | Joaquim Rodríguez  | Alejandro Valverde | Joaquim Rodríguez  | Rabobank      | Juan Antonio Flecha |
| 14     | Joaquim Rodríguez  | Joaquim Rodríguez    | Joaquim Rodríguez  | Simon Clarke       | Joaquim Rodríguez  | Rabobank      | Juan Manuel Gárate  |
| 15     | Antonio Piedra     | Joaquim Rodríguez    | Joaquim Rodríguez  | Simon Clarke       | Joaquim Rodríguez  | Movistar Team | Antonio Piedra      |
| 16     | Dario Cataldo      | Joaquim Rodríguez    | Joaquim Rodríguez  | Simon Clarke       | Joaquim Rodríguez  | Movistar Team | Dario Cataldo       |
| 17     | Alberto Contador   | Alberto Contador     | Joaquim Rodríguez  | Simon Clarke       | Joaquim Rodríguez  | Movistar Team | Alberto Contador    |
| 18     | Daniele Bennati    | Alberto Contador     | Joaquim Rodríguez  | Simon Clarke       | Joaquim Rodríguez  | Movistar Team | Gatis Smukulis      |
| 19     | Philippe Gilbert   | Alberto Contador     | Joaquim Rodríguez  | Simon Clarke       | Joaquim Rodríguez  | Movistar Team | Dži Čeng            |
| 20     | Denis Menčov       | Alberto Contador     | Joaquim Rodríguez  | Simon Clarke       | Joaquim Rodríguez  | Movistar Team | Simon Clarke        |
| 21     | John Degenkolb     | Alberto Contador     | Alejandro Valverde | Simon Clarke       | Alejandro Valverde | Movistar Team | brez                |
| Skupaj | Skupaj             | Alberto Contador     | Alejandro Valverde | Simon Clarke       | Alejandro Valverde | Movistar Team | Alberto Contador    |

## Končna razvrstitev
| Legenda | Legenda                                    | Legenda | Legenda                                           |
| ------- | ------------------------------------------ | ------- | ------------------------------------------------- |
|         | Predstavlja vodilnega v skupnem seštevku   |         | Predstavlja vodilnega po točkah                   |
|         | Predstavlja vodilnega v gorski razvrstitvi |         | Predstavlja vodilnega v kombinacijski razvrstitvi |

### Rdeča majica
| Poz. | Kolesar                  | Ekipa                  | Čas         |
| ---- | ------------------------ | ---------------------- | ----------- |
| 1    | Alberto Contador (ESP)   | Saxo Bank–Tinkoff Bank | 84h 59' 49" |
| 2    | Alejandro Valverde (ESP) | Movistar Team          | + 1' 16"    |
| 3    | Joaquim Rodríguez (ESP)  | Team Katusha           | + 1' 37"    |
| 4    | Chris Froome (GBR)       | Team Sky               | + 10' 16"   |
| 5    | Daniel Moreno (ESP)      | Team Katusha           | + 11' 29"   |
| 6    | Robert Gesink (NED)      | Rabobank               | + 12' 23"   |
| 7    | Andrew Talansky (USA)    | Garmin–Sharp           | + 13' 28"   |
| 8    | Laurens ten Dam (NED)    | Rabobank               | + 13' 41"   |
| 9    | Igor Antón (ESP)         | Euskaltel-Euskadi      | + 14' 01"   |
| 10   | Beñat Intxausti (ESP)    | Movistar Team          | + 16' 13"   |

### Zelena majica
| Poz. | Kolesar                  | Ekipa                  | Točke |
| ---- | ------------------------ | ---------------------- | ----- |
| 1    | Alejandro Valverde (ESP) | Movistar Team          | 199   |
| 2    | Joaquim Rodríguez (ESP)  | Team Katusha           | 193   |
| 3    | Alberto Contador (ESP)   | Saxo Bank–Tinkoff Bank | 161   |
| 4    | John Degenkolb (GER)     | Argos-Shimano          | 149   |
| 5    | Daniele Bennati (ITA)    | RadioShack–Nissan      | 107   |
| 6    | Chris Froome (GBR)       | Team Sky               | 93    |
| 7    | Allan Davis (AUS)        | Orica–GreenEDGE        | 84    |
| 8    | Elia Viviani (ITA)       | Liquigas-Cannondale    | 79    |
| 9    | Lloyd Mondory (FRA)      | Ag2r-La Mondiale       | 74    |
| 10   | Daniel Moreno (ESP)      | Team Katusha           | 72    |

### Pikčasta majica
| Poz. | Kolesar                  | Ekipa                   | Točke |
| ---- | ------------------------ | ----------------------- | ----- |
| 1    | Simon Clarke (AUS)       | Orica–GreenEDGE         | 63    |
| 2    | David de la Fuente (ESP) | Caja Rural              | 40    |
| 3    | Joaquim Rodríguez (ESP)  | Team Katusha            | 36    |
| 4    | Thomas De Gendt (BEL)    | Vacansoleil-DCM         | 33    |
| 5    | Alejandro Valverde (ESP) | Movistar Team           | 31    |
| 6    | Alberto Contador (ESP)   | Saxo Bank–Tinkoff Bank  | 28    |
| 7    | Dario Cataldo (ITA)      | Omega Pharma–Quick-Step | 27    |
| 8    | Richie Porte (AUS)       | Team Sky                | 21    |
| 9    | Denis Menčov (RUS)       | Team Katusha            | 20    |
| 10   | David Moncoutié (FRA)    | Cofidis                 | 18    |

### Bela majica
| Poz. | Kolesar                  | Ekipa                   | Čas |
| ---- | ------------------------ | ----------------------- | --- |
| 1    | Alejandro Valverde (ESP) | Movistar Team           | 8   |
| 2    | Joaquim Rodríguez (ESP)  | Team Katusha            | 8   |
| 3    | Alberto Contador (ESP)   | Saxo Bank–Tinkoff Bank  | 10  |
| 4    | Chris Froome (GBR)       | Team Sky                | 30  |
| 5    | Daniel Moreno (ESP)      | Team Katusha            | 48  |
| 6    | Nicolas Roche (IRL)      | Ag2r-La Mondiale        | 65  |
| 7    | Eros Capecchi (ITA)      | Liquigas-Cannondale     | 79  |
| 8    | Thomas De Gendt (BEL)    | Vacansoleil-DCM         | 80  |
| 9    | Dario Cataldo (ITA)      | Omega Pharma–Quick-Step | 85  |
| 10   | Sergio Henao (COL)       | Team Sky                | 88  |

### Ekipna razvrstitev
| Poz. | Ekipa                  | Čas          |
| ---- | ---------------------- | ------------ |
| 1    | Movistar Team          | 254h 52' 49" |
| 2    | Euskaltel-Euskadi      | + 9' 40"     |
| 3    | Ag2r-La Mondiale       | + 20' 19"    |
| 4    | Rabobank               | + 23' 48"    |
| 5    | Team Sky               | + 26' 55″    |
| 6    | Team Katusha           | + 36' 07"    |
| 7    | Lampre-ISD             | + 53' 00″    |
| 8    | Saxo Bank–Tinkoff Bank | + 1h 1' 11"  |
| 9    | RadioShack–Nissan      | + 1h 17' 34" |
| 10   | Caja Rural             | + 1h 25' 10" |